# Seznam hokejistov lige NHL (Z)
Seznam vseh hokejistov lige NHL, ki so odigrali vsaj eno tekmo od ustanovitve lige leta 1917 do sedanjosti in se njihov priimek začne na črko »Z«.

## Vratarji
|              |        | Moštvo | Sezone    | Redna sezona | Redna sezona | Redna sezona | Redna sezona | Redna sezona | Redna sezona | Redna sezona | Redna sezona | Končnica | Končnica | Končnica | Končnica | Končnica | Končnica |
| OT           | Z      | Moštvo | Sezone    | P            | R            | PPP          | SO           | GAA          | %            | OT           | Z            | P        | SO       | GAA      | %        |          |          |
| ------------ | ------ | ------ | --------- | ------------ | ------------ | ------------ | ------------ | ------------ | ------------ | ------------ | ------------ | -------- | -------- | -------- | -------- | -------- | -------- |
| Zanier, Mike | Kanada | Edm    | 1984–1985 | 3            | 1            | 1            | 1            | —            | 0            | 3.89         | .880         | —        | —        | —        | —        | —        | —        |

## Drsalci
|                    |                         | Položaj | Moštvo                           | Sezone         | Redna sezona | Redna sezona | Redna sezona | Redna sezona | Redna sezona | Končnica | Končnica | Končnica | Končnica | Končnica |
| OT                 | G                       | Položaj | Moštvo                           | Sezone         | P            | TOČ          | KM           | OT           | G            | P        | TOČ      | KM       |          |          |
| ------------------ | ----------------------- | ------- | -------------------------------- | -------------- | ------------ | ------------ | ------------ | ------------ | ------------ | -------- | -------- | -------- | -------- | -------- |
| Zabransky, Libor   | Češkoslovaška           | D       | StL                              | 1996–98        | 40           | 1            | 6            | 7            | 50           | —        | —        | —        | —        | —        |
| Zaharko, Miles     | Kanada                  | D       | AtlF, Chi                        | 1978–82        | 129          | 5            | 32           | 37           | 84           | 3        | 0        | 0        | 0        | 0        |
| Zaine, Rod         | Kanada                  | C       | Pit, Buf                         | 1970–72        | 61           | 10           | 6            | 16           | 25           | —        | —        | —        | —        | —        |
| Zalapski, Zarley   | Kanada                  | D       | Pit, Har, Cgy, Mtl, Phi          | 1987–00        | 637          | 99           | 285          | 384          | 684          | 48       | 4        | 23       | 27       | 14       |
| Zalesak, Miroslav  | Slovaška                | RW      | SJ                               | 2002–04        | 12           | 1            | 2            | 3            | 0            | —        | —        | —        | —        | —        |
| Zamuner, Rob       | Kanada                  | LW      | NYR, TB, Ott, Bos                | 1991–04        | 798          | 139          | 172          | 311          | 467          | 34       | 4        | 5        | 9        | 26       |
| Zanon, Greg        | Kanada                  | D       | Nsh                              | 2005–trenutno  | 70           | 3            | 7            | 10           | 38           | 5        | 0        | 2        | 2        | 2        |
| Zanussi, Ron       | Kanada                  | RW      | MNS, Tor                         | 1978–82        | 299          | 52           | 83           | 135          | 373          | 17       | 0        | 4        | 4        | 17       |
| Zavisha, Brad      | Kanada                  | LW      | Edm                              | 1993–94        | 2            | 0            | 0            | 0            | 0            | —        | —        | —        | —        | —        |
| Zednik, Richard    | Slovaška                | RW      | Was, Mtl, NYI, Fla               | 1995–2009      | 621          | 168          | 152          | 320          | 474          | 48       | 16       | 10       | 26       | 41       |
| Zehr, Jeff         | Kanada                  | LW      | Bos                              | 1999–00        | 4            | 0            | 0            | 0            | 2            | —        | —        | —        | —        | —        |
| Zeidel, Larry      | Kanada                  | D       | Det, Chi, Phi                    | 1951–53, 67–69 | 158          | 3            | 16           | 19           | 198          | 12       | 0        | 1        | 1        | 12       |
| Zeiler, John       | Združene države Amerike | LW      | LA                               | 2006–trenutno  | 23           | 1            | 2            | 3            | 22           | —        | —        | —        | —        | —        |
| Zelepukin, Valerij | Sovjetska zveza         | LW      | NJ, Edm, Phi, Chi                | 1991–01        | 595          | 117          | 177          | 294          | 527          | 85       | 13       | 13       | 26       | 48       |
| Zemlak, Richard    | Kanada                  | RW      | Que, MNS, Pit, Cgy               | 1986–90, 91–92 | 132          | 2            | 12           | 14           | 587          | 1        | 0        | 0        | 0        | 10       |
| Zeniuk, Ed         | Kanada                  | D       | Det                              | 1954–55        | 2            | 0            | 0            | 0            | 0            | —        | —        | —        | —        | —        |
| Zent, Jason        | Združene države Amerike | LW      | Ott, Phi                         | 1996–99        | 27           | 3            | 3            | 6            | 13           | —        | —        | —        | —        | —        |
| Zetterberg, Henrik | Švedska                 | LW      | Det                              | 2002–trenutno  | 280          | 109          | 131          | 240          | 88           | 40       | 15       | 10       | 25       | 18       |
| Zetterstrom, Lars  | Švedska                 | D       | Van                              | 1978–79        | 14           | 0            | 1            | 1            | 2            | —        | —        | —        | —        | —        |
| Zettler, Rob       | Kanada                  | D       | MNS, SJ, Phi, Tor, Was           | 1988–02        | 569          | 5            | 65           | 70           | 920          | 14       | 0        | 0        | 0        | 4        |
| Zezel, Peter       | Kanada                  | C       | Phi, StL, Was, Tor, Dal, NJ, Van | 1984–99        | 873          | 219          | 389          | 608          | 435          | 131      | 25       | 39       | 64       | 83       |
| Zidlicky, Marek    | Češkoslovaška           | D       | Nas, Min                         | 2003–trenutno  | 228          | 30           | 102          | 132          | 236          | 8        | 0        | 3        | 3        | 6        |
| Ziegler, Thomas    | Švica                   | C       | TB                               | 2000–01        | 5            | 0            | 0            | 0            | 0            | —        | —        | —        | —        | —        |
| Zigomanis, Mike    | Kanada                  | C       | Car, StL, Phx, Pit               | 2002–trenutno  | 134          | 17           | 13           | 30           | 52           | —        | —        | —        | —        | —        |
| Zinger, Dwayne     | Kanada                  | D       | Was                              | 2003–04        | 7            | 0            | 1            | 1            | 9            | —        | —        | —        | —        | —        |
| Zinovjev, Sergej   | Sovjetska zveza         | C       | Bos                              | 2003–04        | 10           | 0            | 1            | 1            | 2            | —        | —        | —        | —        | —        |
| Zizka, Tomas       | Češkoslovaška           | D       | LA                               | 2002–04        | 25           | 2            | 6            | 8            | 16           | —        | —        | —        | —        | —        |
| Zmolek, Doug       | Združene države Amerike | D       | SJ, Dal, LA, Chi                 | 1992–00        | 467          | 11           | 53           | 64           | 905          | 14       | 0        | 1        | 1        | 16       |
| Zobrosky, Martin   | Kanada                  | D       | Čile                             | 1944–45        | 1            | 0            | 0            | 0            | 2            | —        | —        | —        | —        | —        |
| Zombo, Rick        | Združene države Amerike | D       | Det, StL, Bos                    | 1984–96        | 652          | 24           | 130          | 154          | 728          | 60       | 1        | 11       | 12       | 127      |
| Zubov, Sergej      | Sovjetska zveza         | D       | NYR, Pit, Dal                    | 1992–2009      | 1012         | 148          | 584          | 732          | 325          | 153      | 23       | 88       | 111      | 58       |
| Zubrus, Dainius    | Sovjetska zveza         | RW      | Phi, Mtl, Was, Buf, NJ           | 1996–trenutno  | 689          | 138          | 222          | 360          | 449          | 51       | 7        | 15       | 22       | 28       |
| Zuke, Mike         | Kanada                  | C       | StL, Har                         | 1978–86        | 455          | 86           | 196          | 282          | 220          | 26       | 6        | 6        | 12       | 12       |
| Zunich, Rudy       | Združene države Amerike | D       | Det                              | 1943–44        | 2            | 0            | 0            | 0            | 2            | —        | —        | —        | —        | —        |
| Zjuzin, Andrej     | Sovjetska zveza         | D       | SJ, TB, NJ, Min, Chi, Cgy        | 1997–2008      | 415          | 35           | 74           | 109          | 378          | 24       | 1        | 1        | 2        | 28       |

## Legenda
Predloga:Nhlseznamlegenda